# Magneto: Not a Hero
Magneto: Not a Hero — ограниченная серия комиксов, состоящая из 4 выпусков, которую в 2011—2012 годах издавала компания Marvel Comics.

## Синопсис
Магнето возвращается к своей злодейской сущности. На видеозаписи видно, как он убивает членов группы антимутантов.

### Выпуски
| № | Дата выхода     | Оценка на Comic Book Roundup   |
| - | --------------- | ------------------------------ |
| 1 | 9 ноября 2011   | 7,2 из 10 на основе 7 рецензий |
| 2 | 14 декабря 2011 | 7,5 из 10 на основе 2 рецензий |
| 3 | 11 января 2012  | 8,5 из 10 на основе 2 рецензий |
| 4 | 22 февраля 2012 | 7,5 из 10 на основе 2 рецензий |

### Сборники
| Название            | Тип            | Дата выхода | Собранный материал       | Кол-во страниц | ISBN                       |
| ------------------- | -------------- | ----------- | ------------------------ | -------------- | -------------------------- |
| Magneto: Not a Hero | Мягкая обложка | 9 мая 2012  | Magneto: Not a Hero #1-4 | 96             | 978-0785158608, 078515860X |

## Реакция

### Отзывы критиков
На сайте Comic Book Roundup серия имеет оценку 7,7 из 10 на основе 13 рецензий. Джесс Шедин из IGN дал первому выпуску 6,5 балла из 10 и выразил уважение Манну, но отметил, что в этом комиксе «его работа имеет довольно поспешное качество, выглядит более рыхлой и плоской, чем обычно». Чад Неветт из Comic Book Resources посчитал, что у серии был «неплохой первый выпуск». Сара Лима из Comic Vine вручила дебюту 5 звёзд из 5 и похвалила художников.

### Продажи
Ниже представлен график продаж комикса за первый месяц выпуска на территории Северной Америки.